# Oscarsgalan 1988
Oscarsgalan 1988 som hölls 11 april 1988 var den 60:e upplagan av Oscarsgalan där det prestigefyllda amerikanska filmpriset Oscar delades ut till filmer som kom ut under 1987. Programledare var Chevy Chase.

## Vinnare och nominerade
Vinnarna listas i fetstil.
| Bästa film | Bästa regi |
| --- | --- |

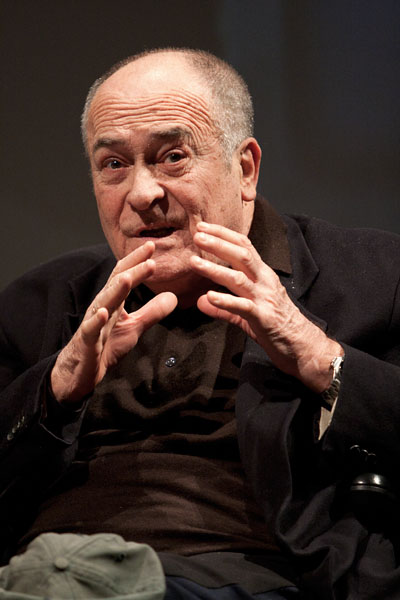
Bernardo Bertolucci, bästa regissör

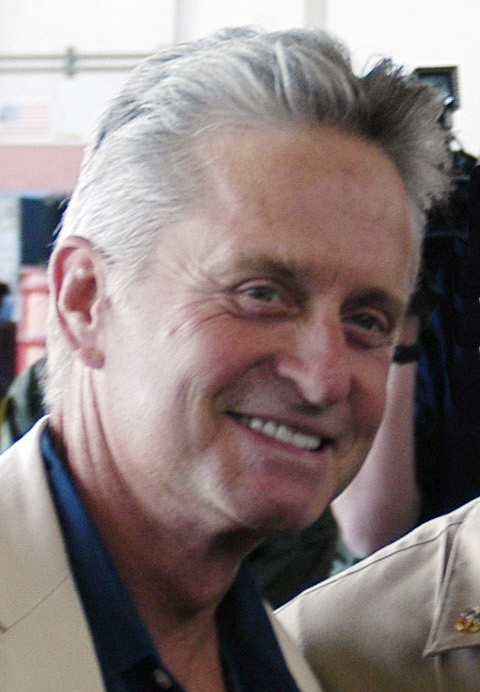
Michael Douglas, bästa manliga huvudroll

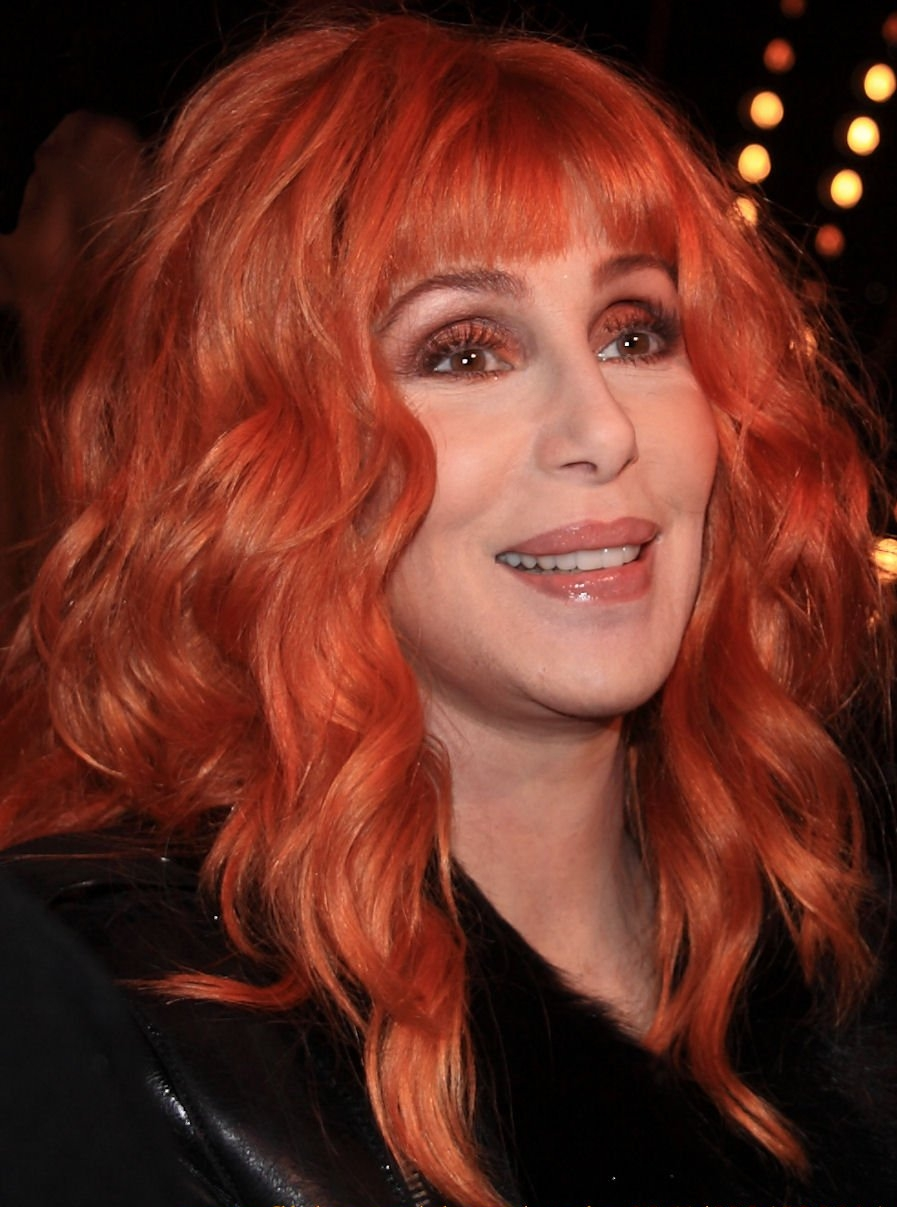
Cher, bästa kvinnliga huvudroll

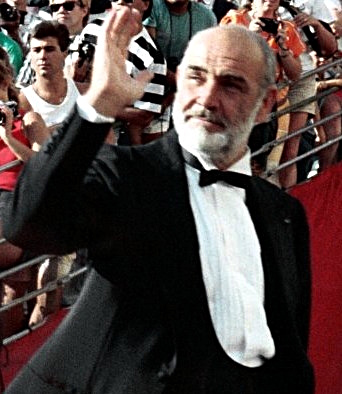
Sean Connery, bästa manliga biroll

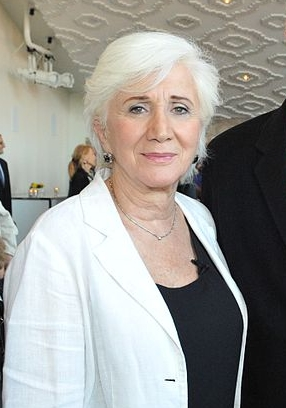
Olympia Dukakis, bästa kvinnliga biroll

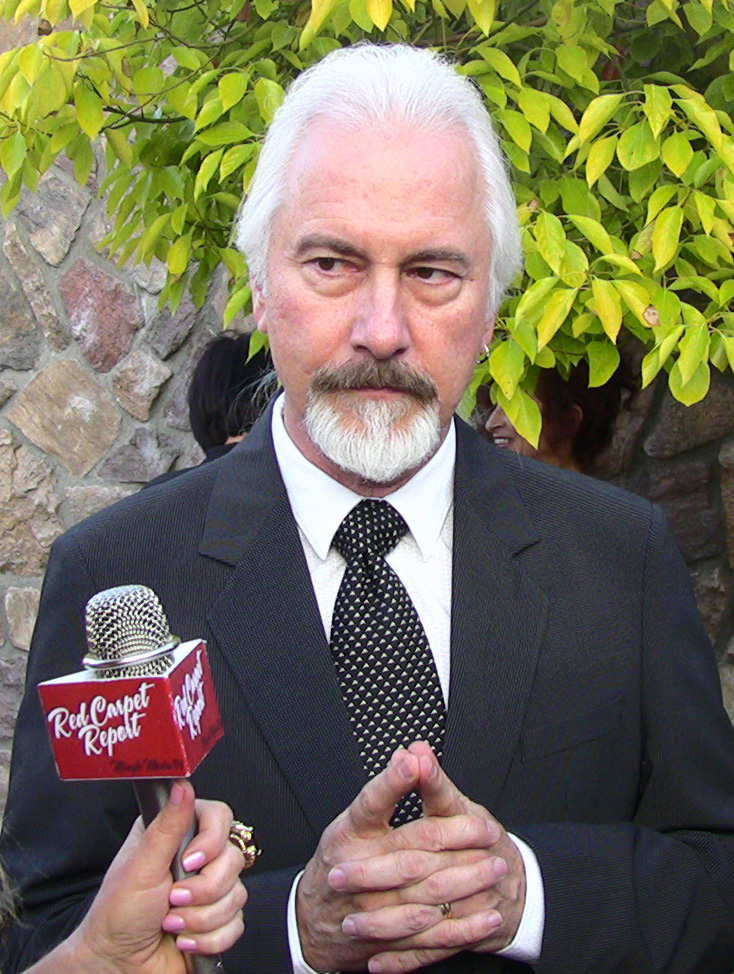
Rick Baker, bästa maskör

| - Den siste kejsaren – Jeremy Thomas - Broadcast News - nyhetsfeber – James L. Brooks - Farlig förbindelse – Stanley R. Jaffe, Sherry Lansing - Hope and Glory – John Boorman - Mångalen – Norman Jewison | - Bernardo Bertolucci – Den siste kejsaren - John Boorman – Hope and Glory - Lasse Hallström – Mitt liv som hund - Norman Jewison – Mångalen - Adrian Lyne – Farlig förbindelse |
| Bästa manliga huvudroll | Bästa kvinnliga huvudroll |
| - Michael Douglas – Wall Street - William Hurt – Broadcast News - nyhetsfeber - Marcello Mastroianni – Svarta ögon - Jack Nicholson – Järngräs - Robin Williams – Good Morning, Vietnam | - Cher – Mångalen - Glenn Close – Farlig förbindelse - Holly Hunter – Broadcast News - nyhetsfeber - Sally Kirkland – Anna - Meryl Streep – Järngräs |
| Bästa manliga biroll | Bästa kvinnliga biroll |
| - Sean Connery – De omutbara - Albert Brooks – Broadcast News - nyhetsfeber - Morgan Freeman – Street Smart - Vincent Gardenia – Mångalen - Denzel Washington – Ett rop på frihet | - Olympia Dukakis – Mångalen - Anne Archer – Farlig förbindelse - Norma Aleandro – Gaby: A True Story - Anne Ramsey – Släng morsan av tåget - Ann Sothern – Sensommardagar |
| Bästa originalmanus | Bästa manus efter förlaga |
| - Mångalen – John Patrick Shanley - Broadcast News - nyhetsfeber – James L. Brooks - Vi ses igen, barn – Louis Malle - Hope and Glory – John Boorman - Radio Days – Woody Allen | - Den siste kejsaren – Mark Peploe och Bernardo Bertolucci - Minnen av lycka – Tony Huston - Farlig förbindelse – James Dearden - Full Metal Jacket – Stanley Kubrick, Michael Herr och Gustav Hasford - Mitt liv som hund – Lasse Hallström, Reidar Jönsson, Brasse Brännström och Per Berglund |
| Bästa utländska film | Bästa klippning |
| - Babettes gästabud (Danmark) - Vi ses igen, barn (Frankrike) - Asignatura aprobada (Spain) - Familjen (Italien) - Vägvisaren (Norge) | - Den siste kejsaren – Gabriella Cristiani - Broadcast News - nyhetsfeber – Richard Marks - Solens rike – Michael Kahn - Farlig förbindelse – Michael Kahn och Peter E. Berger - Robocop – Frank J. Urioste |
| Bästa dokumentär | Bästa kortfilmsdokumentär |
| - The Ten-Year Lunch: The Wit and Legend of the Algonquin Round Table – Aviva Slesin - Eyes on the Prize – Callie Crossley och James A. DeVinney - Hellfire: A Journey from Hiroshima – John Junkerman och John W. Dower - Radio Bikini – Robert Stone - A Stitch for Time – Barbara Herbich och Cyril Christo                                                     | - Young at Heart – Sue Marx och Pamela Conn - Frances Steloff: Memoirs of a Bookseller – Deborah Dickson - In the Wee Wee Hours... – Frank Daniel och Izak Ben-Meir - Language Says It All – Megan Williams - Silver Into Gold – Lynn Mueller |
| Bästa kortfilm | Bästa animerade kortfilm |
| - Ray's Male Heterosexual Dance Hall – Jonathan Sanger och Jana Sue Memel - Making Waves – Ann Wingate - Shoeshine – Robert A. Katz | - Mannen som planterade träd – Frédéric Back - George and Rosemary – Eunice Macaulay - Your Face – Bill Plympton |
| Bästa filmmusik | Bästa sång |
| - Den siste kejsaren – David Byrne, Cong Su och Ryuichi Sakamoto - Ett rop på frihet – George Fenton, Jonas Gwangwa - Solens rike – John Williams - De omutbara – Ennio Morricone - Häxorna i Eastwick – John Williams | - "(I've Had) The Time of My Life" från Dirty Dancing – Musik av Frankie Previte, John DeNicola och Donald Markowitz; Text av Franke Previte - "Cry Freedom" from Ett rop på frihet – Musik och Text av George Fenton och Jonas Gwangwa - "Nothing's Gonna Stop Us Now" från Skyltdockan - Musik och Text av Albert Hammond och Diane Warren - "Shakedown" från Snuten i Hollywood II – Musik av Harold Faltermeyer och Keith Forsey; Text av Harold Faltermeyer, Keith Forsey och Bob Seger - "Storybook Love" från Bleka dödens minut – Musik och Text av Willy DeVille |
| Bästa ljud | Bästa specialeffekter |
| - Den siste kejsaren – Bill Rowe och Ivan Sharrock - Solens rike – Robert Knudson, Don Digirolamo, John Boyd och Tony Dawe - Dödligt vapen – Les Fresholtz, Dick Alexander, Vern Poore och Bill Nelson - Robocop – Michael J. Kohut, Carlos Delarios, Aaron Rochin och Robert Wald - Häxorna i Eastwick – Wayne Artman, Tom Beckert, Tom E. Dahl och Art Rochester | - 24-timmarsjakten – Dennis Muren, Bill George, Harley Jessup och Kenneth Winston - Rovdjuret – Joel Hynek, Robert M. Greenberg, Richard Greenberg och Stan Winston |
| Bästa scenografi | Bästa foto |
| - Den siste kejsaren – Ferdinando Scarfiotti, Bruno Cesari och Osvaldo Desideri - Solens rike – Norman Reynolds och Harry Cordwell - Hope and Glory – Anthony Pratt och Joanne Woollard - Radio Days – Santo Loquasto, Carol Joffe, Leslie Bloom och George DeTitta, Jr. - De omutbara – Patrizia von Brandenstein, William A. Elliott och Hal Gausman             | - Den siste kejsaren – Vittorio Storaro - Broadcast News - nyhetsfeber – Michael Ballhaus - Solens rike – Allen Daviau - Hope and Glory – Philippe Rousselot - Matewan – Haskell Wexler |
| Bästa smink | Bästa kostym |
| - Bigfoot och Hendersons – Rick Baker - Briljanta bedragare – Bob Laden | - Den siste kejsaren – James Acheson - Minnen av lycka – Dorothy Jeakins - Solens rike – Bob Ringwood - Maurice – Jenny Beavan och John Bright - De omutbara – Marilyn Vance-Straker |

### Special-Oscar
Robocop: Stephen Hunter Flick, John Pospisil för ljudeffektsklippningen

### Irving G. Thalberg Memorial Award
Billy Wilder

### Gordon E. Sawyer Award
Fred Hynes

### Filmer med fler än en nominering
- 9 nomineringar: Den siste kejsaren
- 7 nomineringar: Broadcast News - nyhetsfeber
- 6 nomineringar: Solens rike, Farlig förbindelse, Mångalen
- 5 nomineringar: Hope and Glory
- 4 nomineringar: De omutbara
- 3 nomineringar: Ett rop på frihet
- 2 nomineringar: Vi ses igen, barn, Minnen av lycka, Järngräs, Mitt liv som hund, Radio Days, Robocop, Häxorna i Eastwick

### Filmer med fler än en vinst
- 9 vinster: Den siste kejsaren
- 3 vinster: Mångalen